# Pippo Barzizza
Pippo Barzizza (Giuseppe Barzizza: (Génova, 15 de mayo de 1902 – San Remo, 4 de abril de 1994) fue un director de orquesta, compositor y arreglista italiano.
Fue de los primeros músicos profesionales de Italia en interesarse por el jazz y el swing.